# Bridges (album)
 (août 2019).
Pour les articles homonymes, voir Bridges.
Albums de Gil Scott-Heron et Brian Jackson
It's Your World
(1977) Secrets
(1978)
Bridges est un album de Gil Scott-Heron et Brian Jackson, sorti à l'automne 1977 sur le label Arista Records.

## We Almost Lost Detroit
La chanson We Almost Lost Detroit, qui partage son titre avec le livre de John G. Fuller (1975) du même nom, raconte l'histoire de la catastrophe nucléaire à la centrale nucléaire Enrico Fermi près de Monroe (Michigan), en 1966. Elle fut jouée au concert No Nukes en septembre 1979 au Madison Square Garden. Le titre a aussi contribué à l'album No Nukes: The Muse Concerts for a Non-Nuclear Future en novembre 1979.

## Liste des titres
Toutes les chansons sont écrites et composées par Gil Scott-Heron, sauf indications contraires.
| No | Titre                                                   | Durée |
| -- | ------------------------------------------------------- | ----- |
| 1. | Hello Sunday! Hello Road!                               | 3:37  |
| 2. | Song of the Wind                                        | 3:53  |
| 3. | Racetrack in France (Scott-Heron, Brian Jackson)        | 4:15  |
| 4. | Vildgolia (Deaf, Dumb and Blind) (Scott-Heron, Jackson) | 7:31  |
| 5. | Under The Hammer                                        | 3:59  |
| 6. | We Almost Lost Detroit                                  | 5:19  |
| 7. | Tuskeegee #626                                          | 0:33  |
| 8. | Delta Man (Where I'm Coming From)                       | 5:45  |
| 9. | 95 South (All Of The Places We've Been)                 | 4:51  |

## Musiciens
- Gil Scott-Heron - Voix, Guitare, Piano
- Brian Jackson - Flute, Clavier, T.O.N.T.O.
- Danny Bowens - Basse
- Joe Blocker, Reggie Brisbane - Batterie
- Fred Payne, Marlo Henderson - Guitare
- Tony Duncanson, Barnett Williams - Percussions
- Bilal Sunni Ali - Saxophone
- Delbert Tailor - Trompette

## Classement
| Année | Album   | Position   | Position       | Position      |
| Année | Album   | États-Unis | États-Unis R&B | Album de Jazz |
| ----- | ------- | ---------- | -------------- | ------------- |
| 1977  | Bridges | 130        | —              | 16            |

## Héritage
- Le titre We Almost Lost Detroit est samplé dans :
  - Brown Skin Lady de Black Star (en) sur leur album Mos Def & Talib Kweli Are Black Star[3]
  - The People de Common sur son album Finding Forever[4]
- Le titre We Almost Lost Detroit fut repris par Dale Earnhardt Jr. Jr. (en) sur leur album It's a Corporate World (2011).